# Франциск III (герцог Бретани)
Франциск, дофин Франции (фр. François, Dauphin de France), также Франциск III, герцог Бретонский (фр. François III, duc de Bretagne; 28 февраля 1518, Амбуаз — 10 августа 1536, Замок Турнон) — старший сын и наследный принц французского короля Франциска I и Клод Французской, дочери Людовика XII и Анны Бретонской.

## Биография

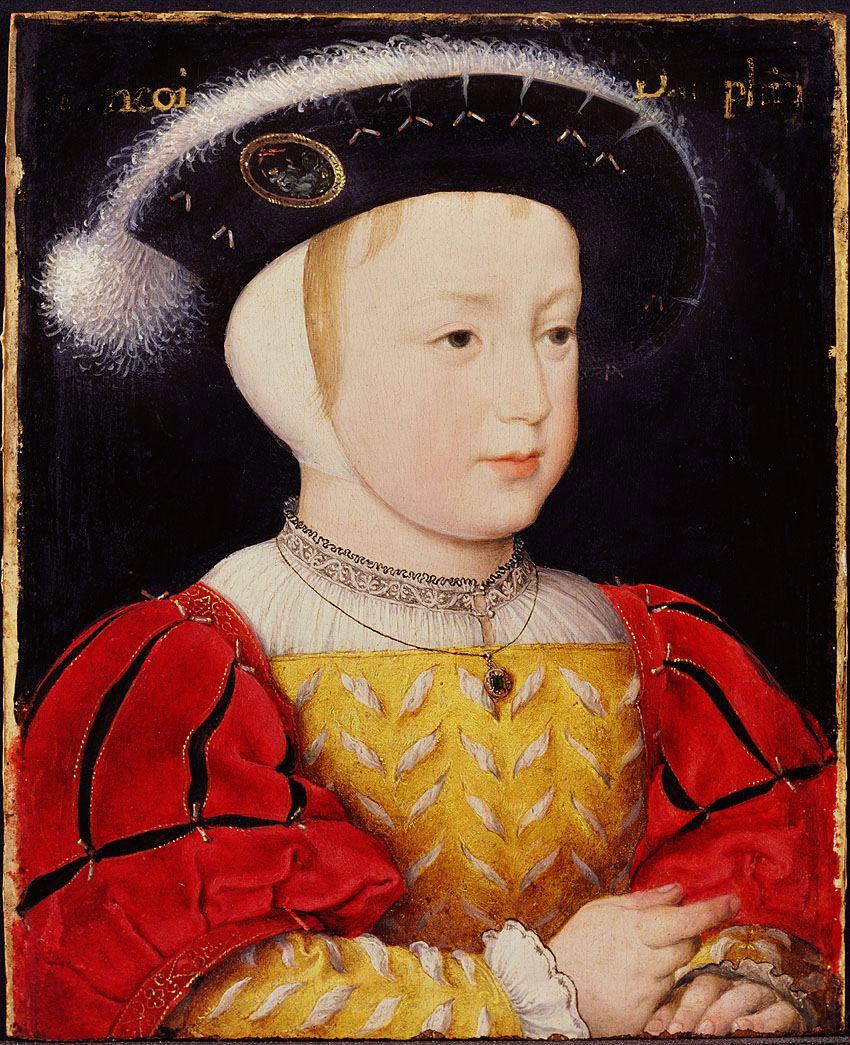
Франциск в детстве.

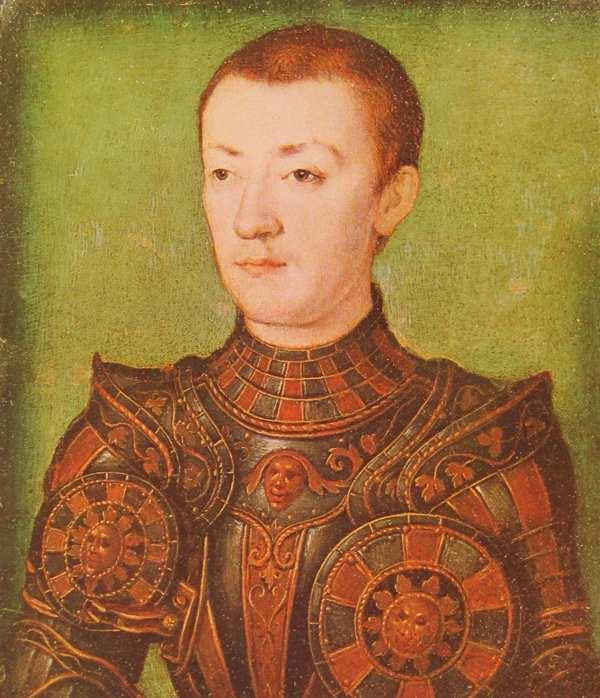
Франциск III Бретонский, дофин Франции.

Дофин был крещен в Амбуазе 25 апреля 1519 года. Леонардо да Винчи, специально приглашённый Франциском I, был ответственен за убранство замка Амбуаз. В 1524 году после смерти своей матери Клод Французской Франциск унаследовал от неё герцогство Бретань.
24 февраля 1525 года в битве при Павии дважды раненый Франциск I был взят в плен императором Карлом V и отвезен сначала в замок Пиццигетоне, затем в Мадрид. Переговоры о выкупе короля тянулись долго; только 14 января 1526 года Франциск I подписал мадридский договор, по которому уступал Бургундию, Артуа, Фландрию, Неаполь, обязался выплачивать Англии ежегодно по 100 тысяч талеров и жениться на Элеоноре Австрийской, сестре императора. Брак этот состоялся в 1530 году (первая жена Франциска умерла в 1524 году). Также согласно мадридскому договору вместо отца при дворе короля Карла V Испанского в качестве заложников должны были находиться два его старших сына. Франциск и его брат Генрих пробыли в Испании с 1526 по 1529 год.
В августе 1536 года Франциск почувствовал недомогание после того, как граф Себастьяно Монтекукколи подал ему, разгоряченному азартной игрой, чашу с холодной водой. Дофин умер несколькими днями позже в Шато Турнон-сюр-Рон, 10 августа, в возрасте 18 лет.
Франциск III не состоял в браке и не имел наследника. Титулы дофина и герцога Бретани перешли к его брату Генриху.

## Причины смерти
Обстоятельства его смерти казались довольно подозрительными. Франциск, как полагали многие, был отравлен. Король Франциск I, убеждённый, что его наследник был отравлен по приказу Карла V, приказал арестовать комиссара Карла, графа Себастьяно Монтекукколи, принёсшего стакан воды дофину. Он был признан виновным и приговорён к смертной казни через четвертование, которое состоялось в Лионе. Части его тела были вывешены на воротах города.
Тем не менее, версия отравления по мнению современных историков считается маловероятной, так как имеется достаточно доказательств того, что Франциск умер по совершенно другой причине, а именно от туберкулеза. Здоровье дофина было подорвано во время его пребывания в Мадриде.
Другие слухи приписывают смерть Франциска Екатерине Медичи. Так как дофин не сочетался браком и не был обручен, то его смерть расчистила бы путь к престолу Генриху, младшему сыну Франциска I, супругу Екатерины, а заодно и ей, поэтому она якобы и отравила Франциска.
Некоторые считали, что дофин умер от слишком утомительного увлечения любовью со своей любовницей мадемуазель де л’Эстранж.

## В кино
- В американском сериале «Королева змей» роль дофина Франциска исполнил молодой актер Луи Ландау.